# Katya Echazarreta
Katya Echazarreta (née à Guadalajara au Mexique, en 1996) est une ingénieure en électricité américano-mexicaine qui se consacre à l'enseignement et à la vulgarisation des sciences. Elle est la première femme astronaute mexico-américaine à voyager dans l'espace dans le cadre de la mission Blue Origin NS-21 à bord d'un vaisseau spatial New Shepard en juin 2022. Elle a travaillé à la NASA, d'abord en tant que stagiaire au cours de sa carrière de quatre ans, puis a dirigé une expérience au sein du groupe Europa Clipper Ground Support Equipment. Elle a contribué à un total de cinq missions à la NASA,.

## Enfance et éducation
Katya Echazarreta est née au Mexique et y a vécu jusqu'à l'âge de 7 ans, lorsque sa famille a décidé de déménager en Californie. Elle a connu des premières années difficiles, puisqu'elle a dû apprendre l'anglais au début de ses études primaires.
Après avoir obtenu son diplôme d'études secondaires, elle est allée au San Diego City College pendant trois ans, où elle a fait partie de la Society of Women Engineers, un mentor pour le programme Mathematics, Engineering, Science Achievement (en) (MESA), et elle a reçu une bourse. Plus tard, en 2016, Echazarreta a été transférée à l'Université de Californie à Los Angeles pour terminer ses études en 2019. Elle a ensuite commencé une maîtrise à l'Université Johns-Hopkins,.

## Carrière
Avant d'obtenir son diplôme, elle a été stagiaire de recherche en 2016 à l'Université Rutgers, où elle a participé au programme de recherche en sciences et en génie. Elle est co-auteur de Depth Inversion Easillusions and Hardillusions: Differences for Scenes and Faces, qui s'est concentré sur la reconnaissance humaine de deux illusions d'inversion de profondeur : la perception d'une structure de profondeur par opposition à la profondeur physique du stimulus. En 2017, Echazaerreta est assistante de recherche à l'UCLA pour la Henry Samueli School of Engineering and Applied Sciences, où elle a expérimenté divers matériaux pour servir à la fois de carte de circuit imprimé et de corps de robot, en gardant des parties isolées électriquement.
Elle a ensuite obtenu un stage au Jet Propulsion Laboratory de la NASA pour les étés 2018 et 2019. Après avoir obtenu son diplôme de l'UCLA, elle a suivi une formation d'astronaute scientifique suborbitale avec le projet PoSSUM. Elle est devenue ingénieure à plein temps au Jet Propulsion Laboratory de la NASA au sein du groupe d'équipes de soutien au sol de la mission Europa Clipper.

### Voyage dans l'espace
L'initiative Space For Humanity a sélectionné Echazarreta, parmi plus de 7 000 candidats provenant de plus de 100 pays, pour effectuer un vol spatial suborbital lors du vol NS-21 du New Shepard de Blue Origin, lancé le 4 juin 2022. Les cinq autres membres d'équipage sont Evan Dick, Hamish Harding, Víctor Correa Hespanha, Jaison Robinson et Victor Vescovo. Elle devient la première femme née au Mexique dans l'espace. Elle a déclaré que visiter l'espace est un rêve de sa vie et qu'elle est fière de représenter « toutes les filles et les femmes qui rêvent de réaliser quelque chose de plus grand ».

## Vulgarisation scientifique
En 2019, elle a commencé à partager ses connaissances sur son ingénierie, son travail, les femmes scientifiques sur les réseaux sociaux, d'abord sur Instagram, puis sur Youtube et TikTok.
Agissant comme une « grande sœur » pour les autres jeunes femmes intéressées par les STIM, en créant et en partageant du contenu pour les attirer dans les secteurs concernés :
« Je voulais qu'ils sentent qu'ils ont une sœur aînée qui est déjà là, qui fait déjà ces choses et qui veut qu'ils viennent avec elle. Je veux leur montrer que nous le pouvons. »
En 2022, elle démarre une collaboration sur une série sur Youtube, Netflix IRL.